# پدرو فبلس
پدرو فبلس (اسپانیایی: Pedro Febles‎; ۱۸ آوریل ۱۹۵۸ – ۱۴ دسامبر ۲۰۱۱) بازیکن فوتبال اهل ونزوئلا بود.
وی همچنین در تیم ملی فوتبال ونزوئلا بازی کرده‌است.